# Sepp Innerhofer
Sepp Innerhofer (Scena, 13 aprile 1928 – Scena, 16 maggio 2019) è stato un terrorista italiano.

## Biografia
Fu membro fondatore  del Befreiungsausschuss Südtirol (BAS), il "Comitato di liberazione del Sudtirolo", nell'ambito del terrorismo indipendentista altoatesino.
Partecipò alla serie di attentati dinamitardi del 1961 noti come Notte dei fuochi; fu condannato a Milano per contrabbando di esplosivi e quindi arrestato. Scontò tre anni di carcere.
Frutticoltore di Scena, divulgò in tutto il territorio del Tirolo (soprattutto in Alto Adige) la tesi secondo la quale la Notte dei fuochi era conseguenza dello sfondo storico e politico riguardanti la italianizzazione dell'Alto Adige.